# Subbuteo
Subbuteo er et bordfodboldspil, som spilles på en filtdug på cirka 1,0 x 1,5 m. Filtdugen lægges på en hård plade. Figurerne er 2-4 cm høje, er af plastic og står på en halvkugle, så de dermed er en slags tumlinger. Spillet foregår ved at de to spillere skiftevis flicker (knipser) til figurerne og dermed styrer bolden mod mål.
 Der er for få eller ingen kildehenvisninger i denne artikel, hvilket er et problem. Du kan hjælpe ved at angive troværdige kilder til de påstande, som fremføres i artiklen.

- Wikimedia Commons har flere filer relateret til Subbuteo